# Elytropappus
Elytropappus es un género de plantas con flores perteneciente a la familia de las asteráceas. Comprende 23 especies descritas y de estas, solo 3 aceptadas. Es originario de Sudáfrica.

## Taxonomía
El género fue descrito por Alexandre Henri Gabriel de Cassini y publicado en Bull. Sci. Soc. Philom. Paris 1816: 199. 1816.

## Especies
A continuación se brinda un listado de las especies del género Elytropappus aceptadas hasta julio de 2012, ordenadas alfabéticamente. Para cada una se indica el nombre binomial seguido del autor, abreviado según las convenciones y usos.
- Elytropappus hispidus (L.f.) Druce
- Elytropappus microphyllus
- Elytropappus scaber (L.f.) Levyns